# 東雪谷
東雪谷（ひがしゆきがや）は、東京都大田区の町名。現行行政地名は東雪谷一丁目から東雪谷五丁目まで。住居表示実施済区域。

## 地理
大田区北部に位置し、大森地域に属する。北部は中原街道に接し、これを境に南千束・石川町にそれぞれ接する。東部は上池台に接する。南部は横須賀線（品鶴線）の線路に接しこれを境に、仲池上に接する。西部は呑川に接しこれを境に南雪谷に接する。（地名はいずれも大田区）北部の中原街道付近に東急池上線の線路が通っており、当地域に洗足池駅と石川台駅がある。町域内の横須賀線に鉄道駅はない。一丁目の地下を中央新幹線が通過する予定であり、トンネル換気施設の東雪谷非常口が建設されている。駅周辺は商店などが建てられているが、その他の部分は住宅地となっている。

### 住宅地としての東雪谷

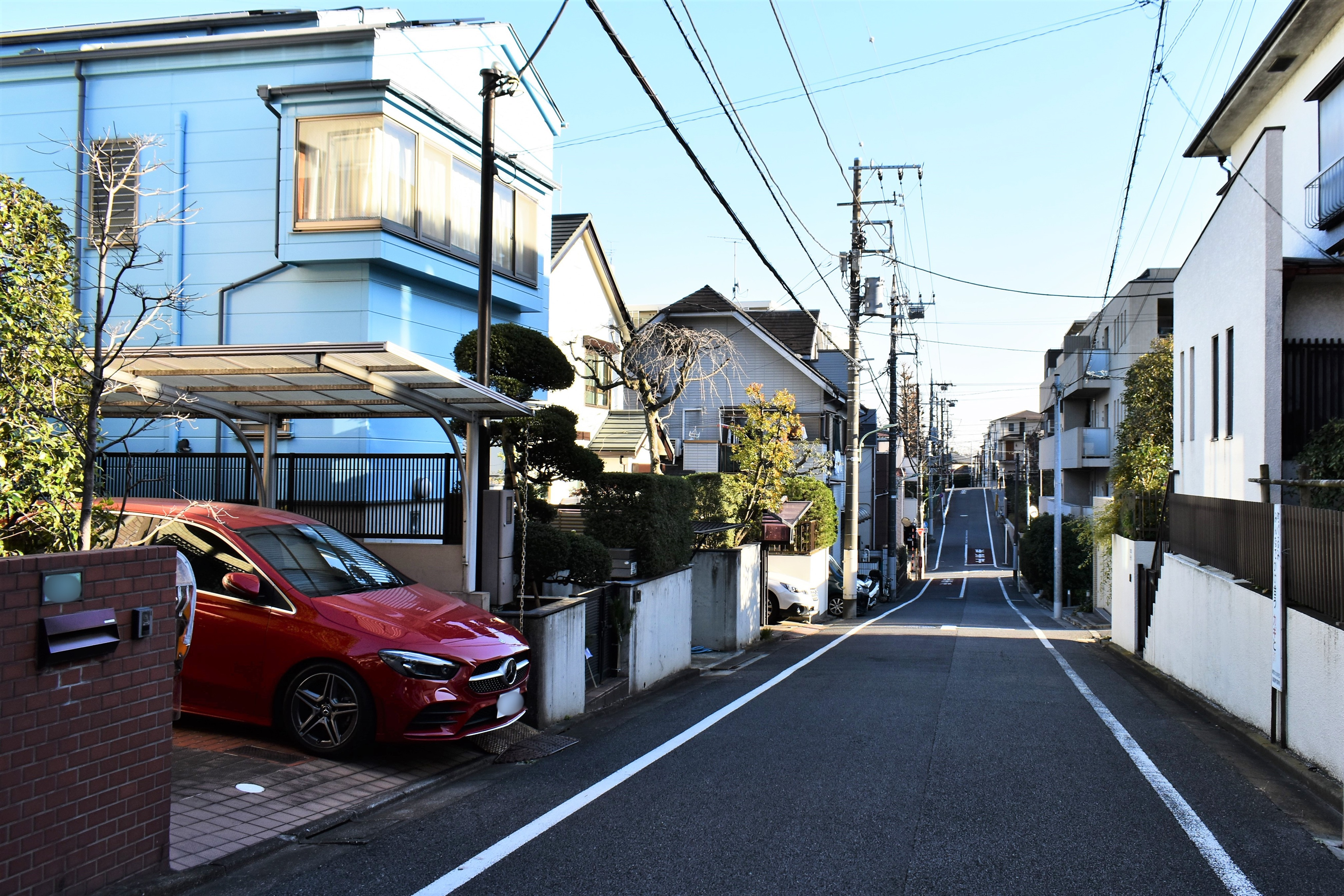
東雪谷の住宅地

東雪谷には大規模な商業施設はほとんどない一方で、住宅街としての様相を呈している。現代建築家の清家清（息子は元慶應義塾長の清家篤）が手掛けた自邸「私の家」が所在している。

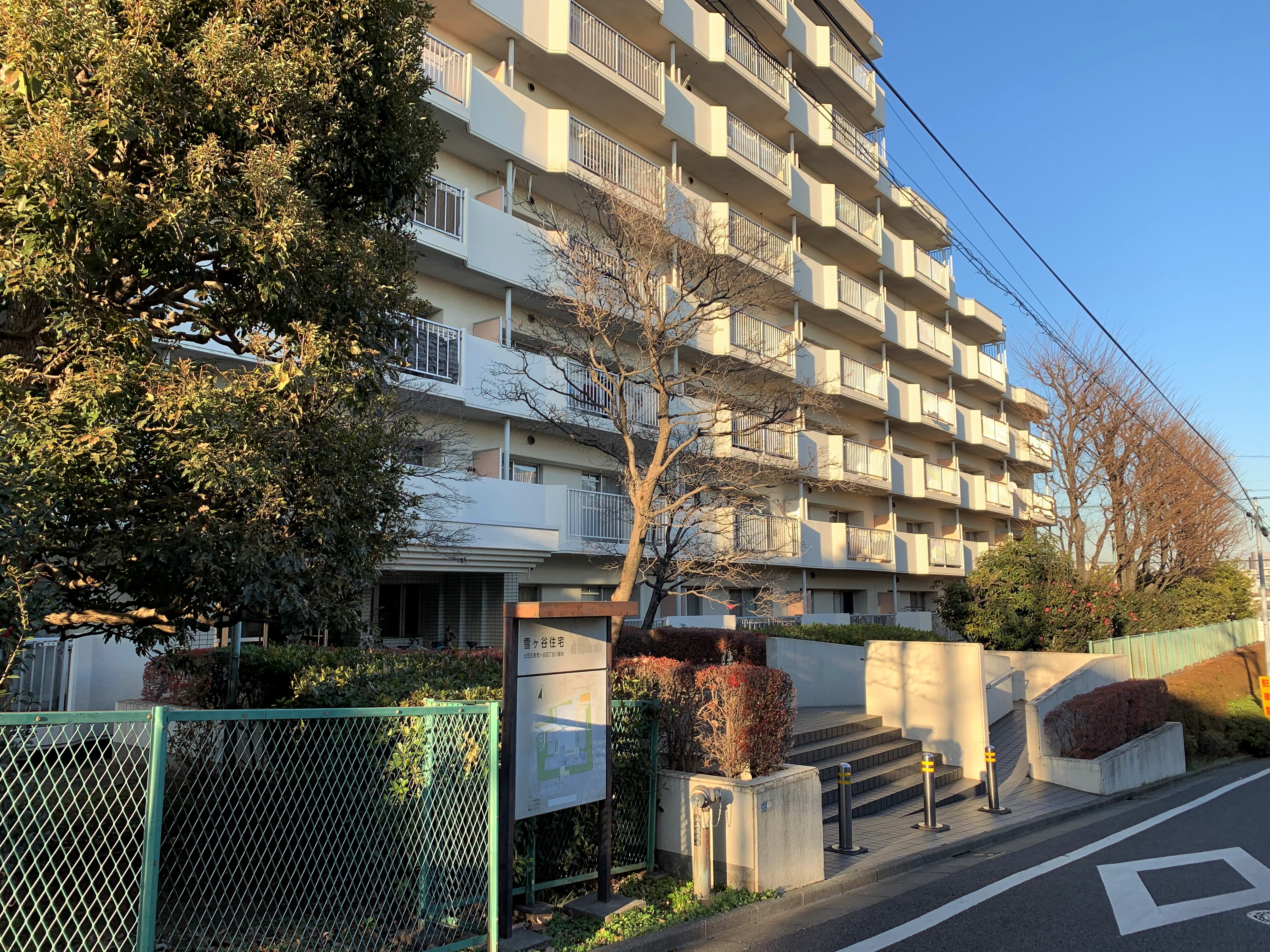
国家公務員宿舎 雪ヶ谷住宅

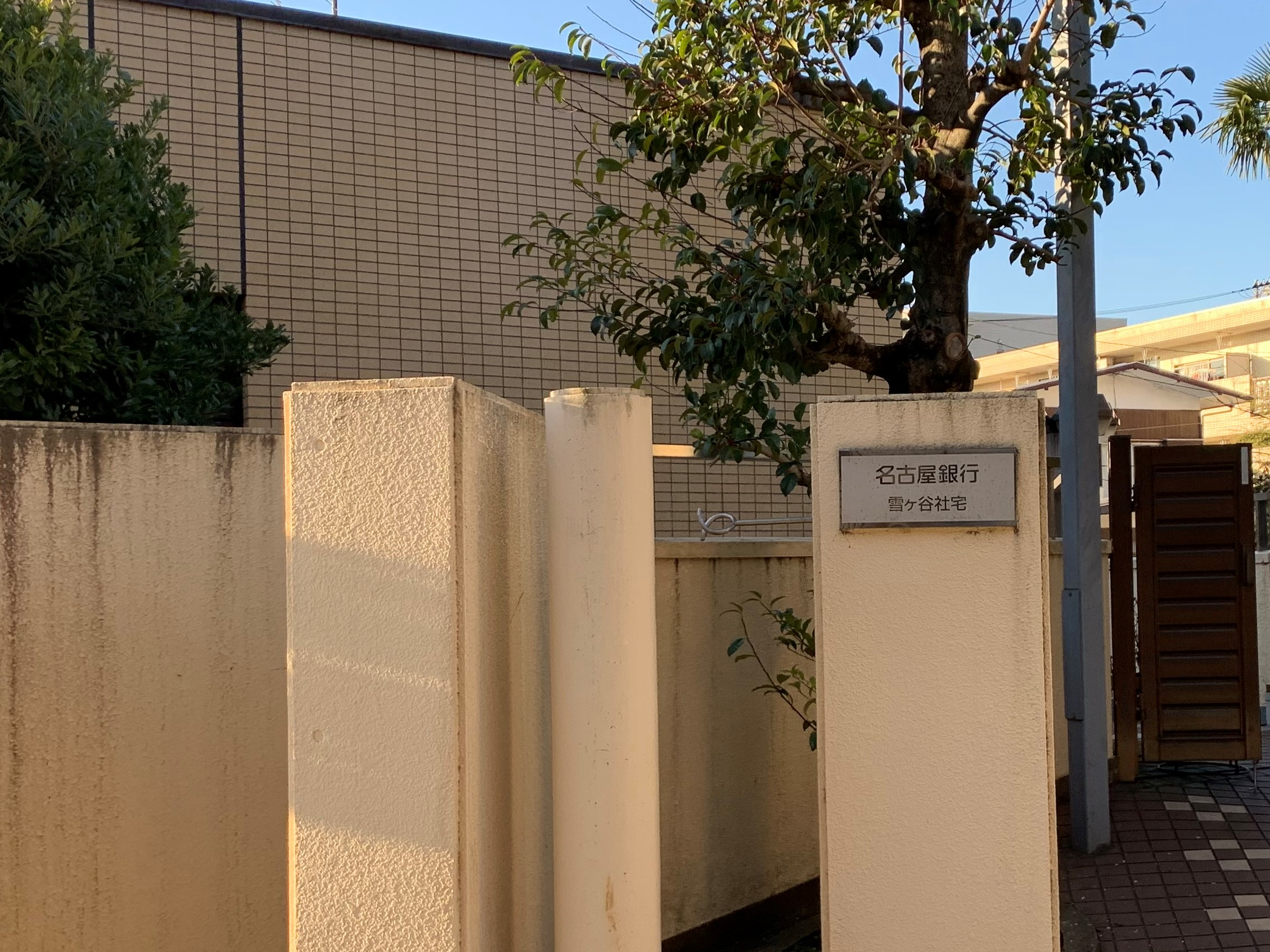
名古屋銀行 雪ヶ谷社宅

国家公務員宿舎（官舎）の「雪ヶ谷住宅」のほか、名古屋銀行の社宅などが所在している。

### 地価
住宅地の地価は、2025年（令和7年）1月1日の公示地価によれば、東雪谷1-32-16の地点で60万9000円/m2、東雪谷5-3-18の地点で55万2000円/m2となっている。
東雪谷全体（3件）の平均坪単価の最高値は、1988年（昭和63年）に記録した552万円（バブル景気下）。

## 世帯数と人口
2024年（令和6年）4月1日現在（東京都発表）の世帯数と人口は以下の通りである。
| 丁目         | 世帯数    | 人口     |
| ------------ | --------- | -------- |
| 東雪谷一丁目 | 1,492世帯 | 2,834人  |
| 東雪谷二丁目 | 2,631世帯 | 4,686人  |
| 東雪谷三丁目 | 1,830世帯 | 3,631人  |
| 東雪谷四丁目 | 1,424世帯 | 3,118人  |
| 東雪谷五丁目 | 1,816世帯 | 3,812人  |
| 計           | 9,193世帯 | 18,081人 |

### 人口の変遷
国勢調査による人口の推移。
| 年                 | 人口   |
| ------------------ | ------ |
| 1995年（平成7年）  | 15,353 |
| 2000年（平成12年） | 16,254 |
| 2005年（平成17年） | 16,509 |
| 2010年（平成22年） | 17,311 |
| 2015年（平成27年） | 17,899 |
| 2020年（令和2年）  | 18,490 |

### 世帯数の変遷
国勢調査による世帯数の推移。
| 年                 | 世帯数 |
| ------------------ | ------ |
| 1995年（平成7年）  | 6,818  |
| 2000年（平成12年） | 7,392  |
| 2005年（平成17年） | 7,538  |
| 2010年（平成22年） | 8,283  |
| 2015年（平成27年） | 8,618  |
| 2020年（令和2年）  | 9,227  |

## 学区
区立小・中学校に通う場合、学区は以下の通りとなる（2023年3月時点）。
| 丁目         | 番地                                   | 小学校               | 中学校                 |
| ------------ | -------------------------------------- | -------------------- | ---------------------- |
| 東雪谷一丁目 | 1番の一部 27番の一部 28番 29番の一部   | 大田区立小池小学校   | 大田区立大森第六中学校 |
| 東雪谷一丁目 | 9〜26番 27番の一部 29番の一部 30〜35番 | 大田区立小池小学校   | 大田区立石川台中学校   |
| 東雪谷一丁目 | 1番の一部 2〜8番                       | 大田区立洗足池小学校 | 大田区立石川台中学校   |
| 東雪谷二丁目 | 1〜10番                                | 大田区立洗足池小学校 | 大田区立石川台中学校   |
| 東雪谷二丁目 | 11〜35番                               | 大田区立雪谷小学校   | 大田区立雪谷中学校     |
| 東雪谷三丁目 | 全域                                   | 大田区立雪谷小学校   | 大田区立雪谷中学校     |
| 東雪谷四丁目 | 9〜25番                                | 大田区立池雪小学校   | 大田区立雪谷中学校     |
| 東雪谷四丁目 | 1〜7番                                 | 大田区立小池小学校   | 大田区立雪谷中学校     |
| 東雪谷四丁目 | 8番                                    | 大田区立小池小学校   | 大田区立貝塚中学校     |
| 東雪谷五丁目 | 1番 25〜28番                           | 大田区立雪谷小学校   | 大田区立雪谷中学校     |
| 東雪谷五丁目 | 2〜24番 29〜40番                       | 大田区立池雪小学校   | 大田区立雪谷中学校     |

## 私立学校
文教大学付属小学校

## 事業所
2021年（令和3年）現在の経済センサス調査による事業所数と従業員数は以下の通りである。
| 丁目         | 事業所数  | 従業員数 |
| ------------ | --------- | -------- |
| 東雪谷一丁目 | 64事業所  | 295人    |
| 東雪谷二丁目 | 172事業所 | 1,009人  |
| 東雪谷三丁目 | 95事業所  | 499人    |
| 東雪谷四丁目 | 38事業所  | 1,388人  |
| 東雪谷五丁目 | 57事業所  | 278人    |
| 計           | 426事業所 | 3,469人  |

### 事業者数の変遷
経済センサスによる事業所数の推移。
| 年                 | 事業者数 |
| ------------------ | -------- |
| 2016年（平成28年） | 460      |
| 2021年（令和3年）  | 426      |

### 従業員数の変遷
経済センサスによる従業員数の推移。
| 年                 | 従業員数 |
| ------------------ | -------- |
| 2016年（平成28年） | 3,304    |
| 2021年（令和3年）  | 3,469    |

## 交通
- 洗足池駅
- 石川台駅

町域北部に東急池上線の洗足池駅と石川台駅があり、東部では洗足池駅が、西部では石川台駅が主に利用されている。田園調布駅と蒲田駅を結ぶ東急バス路線や、洗足池駅と大森駅を結ぶ東急バス路線なども利用できる。

## 施設

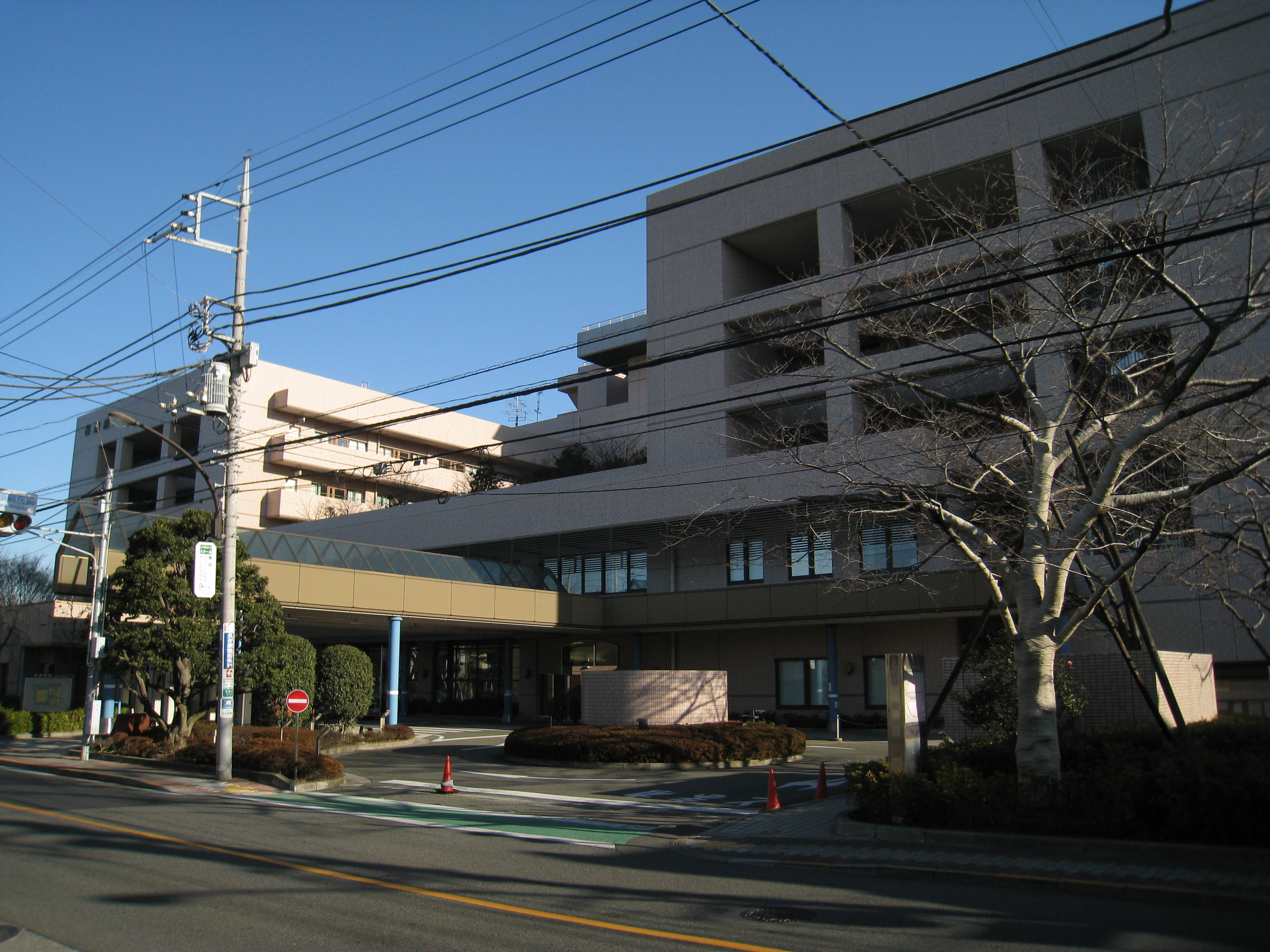
東京都保健医療公社荏原病院

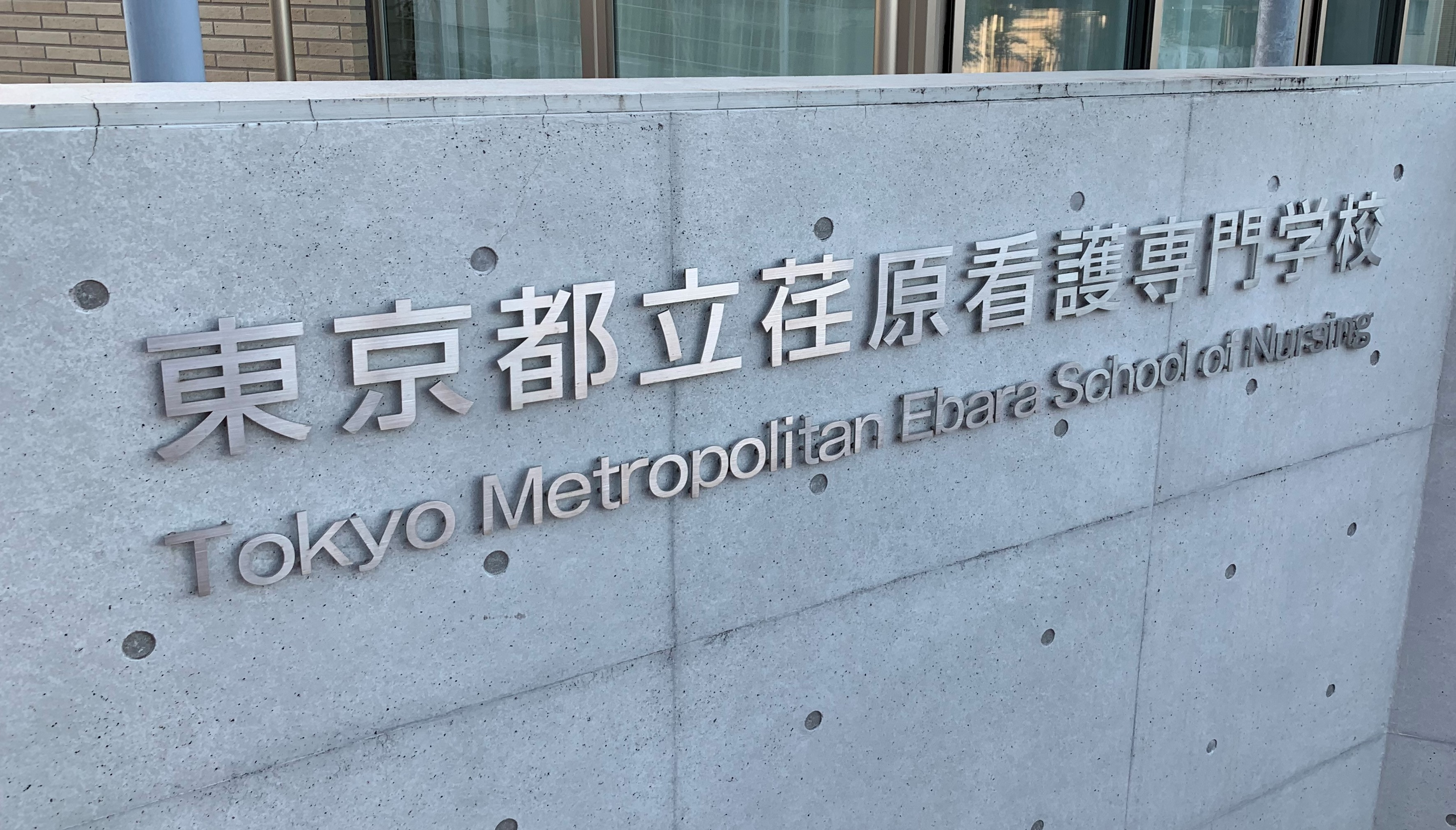
東京都立荏原看護専門学校

- 東京都立荏原病院- 地方独立行政法人東京都立病院機構によって運営されている。
- 東京都立荏原看護専門学校
- 東京都立北療育医療センター城南分園
- 文教大学附属小学校
- 大田区立池雪小学校
- 大丸ピーコック石川台店
- 東京電力洗足変電所
- 長慶寺
- 雪ケ谷八幡神社
- SATスポーツクラブ[17]

## その他

### 日本郵便
- 郵便番号 : 145-0065[2]（集配局 : 田園調布郵便局[18]）。